# 삶의 질
삶의 질(영어: quality of life, QOL)은 사람들의 복지나 행복의 정도를 말한다. 생활 수준과는 달리, 삶의 질을 직접적으로 측정할 수는 없다. 앞의 정의에서 알 수 있듯 '삶의 질'이라는 개념에는 물질적인 측면(건강, 식사, 고통의 부재 등)과 정신적인 측면(스트레스나 걱정이 없고 즐거움 등)이 있다. 사람마다 어떤 것들이 갖추어진 상태에서 만족을 느끼는지가 다르므로, 특정한 사람의 삶의 질을 예측하는 것은 사실상 불가능하다. 그러나 일반적으로, 인구 집단이 누리는 식사나 주거, 안전, 자유 및 권리의 수준이 높을수록 집단에 속하는 이들의 전반적인 삶의 질이 높아질 것으로 예측할 수 있다. 또한, 인간이 요구하는 욕구를 단계적으로 나열하게 되면, 가장 기초적인 욕구는 건강이 되고, 다음으로는 물리적 요건, 마지막으로 이 욕구는 인간의 궁극적 만족 목표로서, 문화와 여가, 사회 참여 등이 포함된다. 복지나 행복의 정도를 영어로 well-being(웰빙, 웰비잉)이라 하는데, 이것이 대한민국에서는 2002년 무렵부터 특정한 생활 방식을 가리키는 유행어로 사용되었으며, 건강에 좋다고 주장되는 제품에 붙는 수식어로도 널리 쓰였다.

## 나라별 현황

### 대한민국
2011년 8월 21일 기획재정부가 한국개발연구원(KDI)에 의뢰해 성장동력, 삶의질, 환경, 인프라 등 4개 부문의 국가경쟁력 지표를 개발해 순위를 매긴 결과, 한국 삶의 질이 경제협력개발기구(OECD)와 주요 20개국(G20) 회원국 39개국 가운데 27위에 그친 것으로 나타났다. 대한민국의 삶의 질은 지난 2000년과 2008년 모두 27위로 하위권에 머물렀었다.

## 기타
삶의 질이라고 가리킨다는 영어 낱말인 웰빙은 국립국어원에서 이미 참살이로 갈음한 바 있다.

## WHO
1948년 세계 보건 기구(World Health Organization, WHO)는 헌장에서 삶의 질과 관련해서 행복의 주요 요인인 건강에 대해 "단순히 질병이나 허약함이 없는 상태가 아니라 신체적, 정신적, 사회적으로 완전한 안녕 상태(Health is a state of complete physical, mental and social well-being and not merely the absence of disease or infirmity)"라고 밝힌바있다.

## 같이 보기
- 삶의 질 지수
- 인권
- 존엄성
- 행복
- 국민총행복지수(GNH)
- 지구촌행복지수(HPI)
- 일과 삶의 균형